# Thomas Christopher Collins
Thomas Christopher Collins (Guelph, 16 de janeiro de 1947) é um cardeal da Igreja Católica canadense, atual arcebispo emérito de Toronto.

## Biografia
Fez o ensino secundário na Escola Católica Dom Macdonnell, frequentou a Faculdade de São Jerônimo, Waterloo, Ontario, onde obteve um bacharelado de Arte inglesa, em 1969, então ele foi para o Seminário de São Pedro, London, Ontario, para a obtenção de licenciatura de Teologia em 1973, e da Universidade de Western Ontario, London, Ontário, a obtenção de mestrado de artes inglesa. Ainda em 1973, ele recebeu o diaconato. Em 14 de maio de 1972, foi enviado para estudar em Roma, no Pontifício Instituto Bíblico, onde obteve a licenciatura em Sagrada Escritura, em 1978 e um doutorado em teologia na Pontifícia Universidade Gregoriana, em Roma, em 1986 (dissertação: Apocalypse 22:6-21 como o Ponto Focal do Ensino Moral e Exortação no Apocalipse, Diretor: Rev. Ugo Vanni, SJ).

## Vida religiosa
Foi ordenado em 5 de maio de 1973, na catedral de Cristo Rei, em Hamilton, por Paul Reding, bispo de Hamilton. Pastor associado da paróquia do Santo Rosário, em Burlington, Ontário, 1973, pastor associado na Catedral do Cristo Rei de Hamilton, Ontário e professor e capelão da Cathedral Boys' High School, Hamilton. No Seminário de São Pedro, London, Ontario, ele foi professor de Sagrada Escritura, de 1978, líder do grupo e diretor espiritual, 1983, professor associado da Escritura, 1985, decano do Departamento de Teologia, 1993, vice-reitor e reitor, de 1995 até 1997.

## Episcopado
Eleito bispo-coadjutor de Saint-Paul, em Alberta em 25 de março de 1997, foi consagrado em 14 de maio de 1997, na Catedral do Cristo Rei, Hamilton, por Anthony Frederick Tonnos, bispo de Hamilton, assistido por Roy Raymond, bispo de Saint-Paul, em Alberta, e por John Michael Sherlock, bispo de London. Sucedeu à sé de Saint Paul, em Alberta em 30 de junho de 1997, instalado em 30 de junho.
Membro da Comissão Nacional de Teologia, a Conferência dos Bispos Católicos do Canadá (CCCB), 1997. Promovido a arcebispo-coadjutor de Edmonton em 18 de fevereiro de 1999, sucedeu ao metropolita de Edmonton em 7 de junho, sendo instalado no mesmo dia. De 1999 a 2007, ele foi presidente da Conferência dos Bispos Católicos de Alberta, presidente do Newman Theological College Board of Governors, em Edmonton, presidente do Conselho de Administração da St. Joseph's College Board of Governors, University of Alberta, Edmonton, membro do Conselho de Administração, Caritas Saúde Group, Edmonton, e membro do Conselho de Administração, Alberta Católica Health Corporation. Presidente da Comissão Nacional de Teologia, CCCB, 1999 a 2001. Membro do Conselho Permanente CCCB, 1999 a 2003. Membro da Comissão Organizadora da Jornada Mundial da Juventude de 2002, em Toronto, Canadá, de 2000 a 2002. Administrador apostólico de Saint-Paul, Alberta, de 26 de março até 9 de novembro de 2001. Presidente da Comissão Nacional de Unidade dos Cristãos, CCCB, 2001 a 2003.
Transferido para a sé metropolitana de Toronto em 16 de dezembro de 2006, foi instalado em 30 de janeiro de 2007. Recebeu o pálio do Papa Bento XVI em 29 de junho de 2007 na Basílica Papal Vaticana. Em 2007 ele se tornou o chanceler da St. Michael's College e do Pontifical Institute of Mediaeval Studies, em Toronto. Ele é o presidente do Conselho de Governadores do Seminário Santo Agostinho, e do presidente do Conselho de Administração da Seminário Missionário Redemptoris Mater. Em 2008, ele foi eleito presidente da Conferência dos Bispos Católicos de Ontário. Ele é autor de numerosas publicações, cartas pastorais e reflexões.
Foi criado cardeal no Primeiro Consistório Ordinário Público de 2012, realizado em 18 de fevereiro, recebendo o barrete cardinalício, o anel de cardeal e o título de cardeal-presbítero de São Patrício.
Atualmente, é membro dos seguintes corpos da Cúria Romana: Congregação para as Igrejas Orientais, Congregação para a Educação Católica e Comissão de Cardeais para a Vigilância do Instituto para as Obras de Religião.
Em 11 de fevereiro de 2023, a Santa Sé anunciou que o Papa Francisco havia aceitado a renúncia do cardeal Collins como arcebispo de Toronto, após atingir a idade de 75 anos, idade exigida pela lei canônica para um bispo apresentar sua renúncia. Collins continua cardeal eleitor, com a capacidade de votar em um conclave papal até os 80 anos.